# 1907 у футболі
Нижче наведені футбольні події 1907 року у всьому світі.

## Національні чемпіони
- Англія
  - Ньюкасл Юнайтед

- Італія
  - Мілан

- Греція
  - Етнікос Гімнастікос Сіллогос (перший чемпіон країни)

- Парагвай
  - «Гуарані» (Асунсьйон)

- Шотландія
  - Селтік